# Jung Typ Susa
Die Lokomotiven des Typs Susa der Lokomotivfabrik Jung gehörten zu einer ab den 1920er Jahren in einer Stückzahl von 13 Exemplaren erbauten Dampflokomotiv-Baureihe für Feldbahnen in der Spurweite von 900 mm. Die Lokomotiven wurden zuerst über Lokomotivhändler vertrieben.
Mit einer zweiten Serie in den 1930er Jahren wurden noch einmal sieben Lokomotiven für Rheinbraun geliefert. Bekannt ist eine Lokomotive bei Gruhlwerk.
Von den Lokomotiven ist kein Exemplar erhalten. Die Ausmusterungsdaten sind nicht bekannt.

## Geschichte
Wie andere Lokhersteller entwickelte auch die Lokomotivfabrik Jung um 1922 Lokomotiven, die teilweise für den Abraumbetrieb in Tagebauen gedacht waren. Es entstanden 1922 bis 1923 sechs Lokomotiven mit Fabriknummern 3481–3486, die sich anfangs nur schleppend verkaufen ließen. Um die Verkaufschancen zu erhöhen, wurde eine von ihnen 1924 bei der Internationalen Eisenbahntechnischen Ausstellung Seddin gezeigt. Eine zweite größere Lieferserie folgte jedoch erst 1937.

### Erste Lieferserie
Drei Lokomotiven konnten direkt verkauft werden. Eine Lokomotive ging an das Kalkwerk Dornap, zwei wurden an eine Kohlemine in den Niederlanden verkauft, kamen jedoch später nach Deutschland zurück. Die restlichen Lokomotiven übernahm ein Lokomotivenhändler, der diese an verschiedene Werke zum Probebetrieb wie die die Glashütten und Braunkohlenwerke F. C. Heye in Annahütte und verschiedene Privatbetriebe im Baugewerke gab. Für die beiden Lokomotiven mit den Fabriknummern 3481 und 3486 wurde im Jahr 1938 der Tagebau Böhlen genannt, 1943 waren sie aber nicht mehr im Bestand.

### Rheinbraun
Mit dem wirtschaftlichen Aufschwung in den 1930er Jahren wurden die sieben Lokomotiven mit den Fabriknummern 7043, 7499–7500, 7511–7512, 8330 und 8369 1937 bis 1939 an die Rheinischen Braunkohlenwerke geliefert. Einer Lokomotive davon wurde mit der Betriebsnummer 5 im Gruhlwerk eingesetzt. Bei Rheinbraun sind die Betriebsnummern 042 und 046 bekannt.
Die Lokomotiven wurden im Abraumbetrieb mit vierachsigen Selbstentladewagen stark belastet und bewährten sich dabei. In den 1950er Jahren wurden sie zunehmend durch Elektrolokomotiven ersetzt. Zu einem nicht bekannten Zeitpunkt wurden sie verkauft, weitere Einsätze sind nicht bekannt.

## Technische Beschreibung
Die Lokomotiven waren gedrungenen gebaut, um von ihrer Höhe her unter den Tagebaugroßgeräten hindurchzufahren. Sie hatten geschweißte Rahmen, Druckluftbremse, Druckluftbetätigung für die Einseitenkipper und eine Schmierpresse nach Bauart Bosch. Die beiden zuletzt gelieferten Lokomotiven besaßen einen Staubschutz für das Triebwerk.
Sie waren für die Verfeuerung von Braunkohle mit einem Funkenfängerschornstein ausgerüstet. Der Kessel hatte eine Kupfer-Feuerbüchse und kupferne Stehbolzen. Durch die Höhe hatten sie einen sehr flachen Dom, dadurch bestand die Gefahr zum Wasserüberreißen. Dies wurde durch einen Wasserabscheider vermieden.
Weiterhin waren sie mit elektrischer Beleuchtung und Dampfläutewerk ausgerüstet.

## Internet
- Internetseite über die Fahrzeuge der Rheinischen Braunkohlenwerke mit Erwähnung der bekannten Jung Typ Susa, Stand: 6. September 2006